# Уикитрибуна
Уикитрибуна (стилизирано на английски: WikiTRIBUNE) е новинарски уебсайт, в който професионални журналисти разследват и докладват новини, заедно с екип от доброволци, които коригират статиите чрез проверка на фактите, предлагат промени и добавят източници. Джими Уейлс, основател на Уикипедия, обявява планирането на уебсайта през април 2017 г., но Уикитрибуна не е свързана с Уикипедия или с поддържащата я организация, Фондация Уикимедия.
„Това ще бъде първият път, когато професионални журналисти и граждани ще работят рамо до рамо като пишат новините като равни, в момента на случването им; редактират ги на живо, докато се развиват; и по всяко време имат подкрепата на общността, която проверява и препроверява всички факти“ казва Уейлс. Той възнамерява чрез проекта си да помогне в борбата с фалшивите новини в интернет; като обяснява че е бил мотивиран за търсене на решение на проблема, когато е чул Келиан Конуей да използва израза „алтернативни факти“ по телевизията.
Предварителна версия на уебсайта е достъпна за определена публика, например средствата за масова информация.

## Бизнес модел
Уикитрибуна ще бъде финансирана от дарители – колкото повече средства се съберат, толкова повече журналисти ще могат да бъдат наети. Кампанията по набирането на средства е открито на 25 април 2017 година. Подкрепящите инициативата са помолени да платят $ 10 или $15 на месец, но достъпът до новините ще бъде свободен. Посочено е, че липсата на акционери, рекламодатели или абонати ще доведе до намаляване на финансовия натиск и че заплащащите участници ще могат да предлагат теми. Подкрепящите идеята, които дарят за уебсайта, ще могат и да решават на каква тематика той да бъде посветен.
Журналистите трябва да си осигурят източник на фактите или да предоставят пълни преписи и записи на разговори. Обществеността ще има възможност да променя и актуализира статията; но актуализацията ще бъде публикувана онлайн само след одобрение от страна на служителите или на доверени доброволци.
Сред хората, които са избрани да участват в проекта като консултанти на Джими Уейлс, са Лили Коул, Джеф Джарвис, Гай Кавазаки и Лорънс Лесиг.
Компанията на Уейлс, Jimmy Group, която той включи по-рано през април 2017 г., подаде заявление за търговска марка „WikiTRIBUNE“ към Управлението за интелектуална собственост, която третира заявката от 25 април 2017 г.